# 和田兼輔
和田 兼輔（わだ けんすけ、1986年（昭和61年）12月28日 - ）は、兵庫県神戸市出身の競艇選手。
登録番号4446。身長164cm。血液型A型。100期。
兵庫支部所属。同期に、桐生順平、秦英悟、平高奈菜、川野芽唯、鎌倉涼らがいる。

## 来歴
- 2007年5月19日、尼崎競艇場での第18回サンスポグリーンカップ争奪戦でデビュー（6号艇6コース、4着。ST.00）
- 2007年9月27日、三国競艇場での一般競走で水神祭を飾る（2号艇6コース。決まり手はまくり差し）。
- 2009年7月8日、尼崎競艇場での一般競走で初優出（3号艇5コース、4着）。
- 2011年1月25日、宮島競艇場でのG1第25回新鋭王座決定戦でG1初出場。3日目、1号艇から逃げを決めてG1初勝利を飾る。
- 2013年2月26日、平和島競艇場でのG3新鋭リーグ第11戦で初優勝（1号艇1コース、決まり手は逃げ）。
- 2017年7月1日、尼崎競艇場での第27回しらなみ賞競走の11レースで1号艇から逃げを決めて、500勝を飾る。

## 人物・エピソード
- ペアボートを体験したのが契機で選手を目指す[1]。
- 113期の和田拓也は実弟。
- 師匠は吉田俊彦。117期の山川雄大（プロ野球読売ジャイアンツ選手の山川和大の実兄）は弟子。
- 2008年10月5日、ボートレース常滑での事故で左腕の粉砕骨折・開放骨折。医師に「左手が元に戻る可能性は低い」と言われるほどの怪我を負うも、リハビリに取り組み奇跡的に回復。翌年7月、ボートレース尼崎の一般戦に追配され9か月ぶりに復帰。復帰戦では4号艇5コースで出走。1周2マークで逆転し勝利を飾った。